# Septoria phyllodiorum
Septoria phyllodiorum är en svampart som beskrevs av Sacc. 1890. Septoria phyllodiorum ingår i släktet Septoria och familjen Mycosphaerellaceae.   Inga underarter finns listade i Catalogue of Life.